# Christopher Gorham
Christopher Gorham est un acteur américain né le 14 août 1974 à Fresno (Californie). 
Il se fait connaître pour avoir joué dans un grand nombre de séries télévisées. Il débute et se fait remarquer par la série télévisée Popular (1999-2001). Il porte ensuite les éphémères Jake 2.0 (2003-2004), NIH : Alertes médicales (2004-2005), Out of Practice (2005-2006) et Harper's Island (2009). Il connait un franc succès avec les séries Ugly Betty (2006-2010) et Covert Affairs (2010-2014). Après de nombreux rôles réguliers à la télévision, il fait son retour à l'affiche de la comédie Insatiable (2018-2019).
Christopher Gorham a également prêté sa voix pour des jeux vidéo, des séries télévisées ou des films d'animations.

## Biographie

### Jeunesse et formation
Christopher Gorham est allé à l’école des arts Roosevelt et est diplômé de l’UCLA avec un BA en film et arts du théâtre.  

### Carrière

#### Débuts et révélation

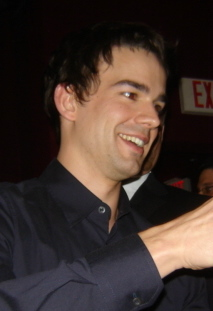
En 2007.

Il commence sa carrière en apparaissant dans quelques épisodes de La Vie à cinq mais aussi dans les séries Jeux d'espions, Buffy contre les vampires, Ultime Recours et Sauvés par le gong. 
Il rejoint par la suite, successivement, le casting régulier de deux séries télévisées : De 1999 à 2001, la comédie Popular et la série de science-fiction Odyssey 5, de 2002 à 2003. Entre-temps, il joue un rôle récurrent de la dernière saison de Felicity, avec Keri Russell. Et il joue parallèlement dans des films à petits budgets.  
En 2001, il est le premier rôle masculin du drame De l'autre côté du paradis avec Anne Hathaway. 
Après des rôles de guest-star dans diverses séries, il décroche le rôle principal de Jake 2.0. Il interprète Jake Foley, un jeune informaticien qui développe des pouvoirs surhumains dont la diffusion aux États-Unis s'est arrêtée au bout de seulement douze épisodes (sur seize de produits) en raison d'une audience insuffisante. 
Entre 2004 et 2005, il enchaîne les échecs avec NIH : Alertes médicales et Out of Practice avant d'obtenir le rôle récurrent de Henry Grubstick dans Ugly Betty, en 2006. 
Adaptée d'une télénovela colombienne Yo soy Betty, la fea et produite par l'actrice Salma Hayek, la série suit le parcours d'une fille au physique peu conventionnel dans un prestigieux magazine de mode. C'est un véritable succès d'audiences, la série reçoit d'excellentes critiques et décroche plusieurs nominations et récompenses à de prestigieuses cérémonies. L'ensemble du casting est par exemple, nommé lors de la quinzième cérémonie des Screen Actors Guild Awards.   
Entre-temps, il joue dans la série d'horreur Harper's Island. La série se concentre sur des membres d'une famille et leurs amis, qui partent se réunir sur une île afin de célébrer un mariage. Une île connue pour son passé sinistre et ses histoires de meurtres. Dans ce puzzle horrifique, un personnage décède à chaque épisode. Vendue comme une série au format d'anthologie, elle n'est finalement pas renouvelée pour une seconde saison, en raison des audiences jugées insatisfaisantes par la chaîne, malgré des critiques encourageantes et des débuts prometteurs.  

#### Confirmation, rôles réguliers et diversification

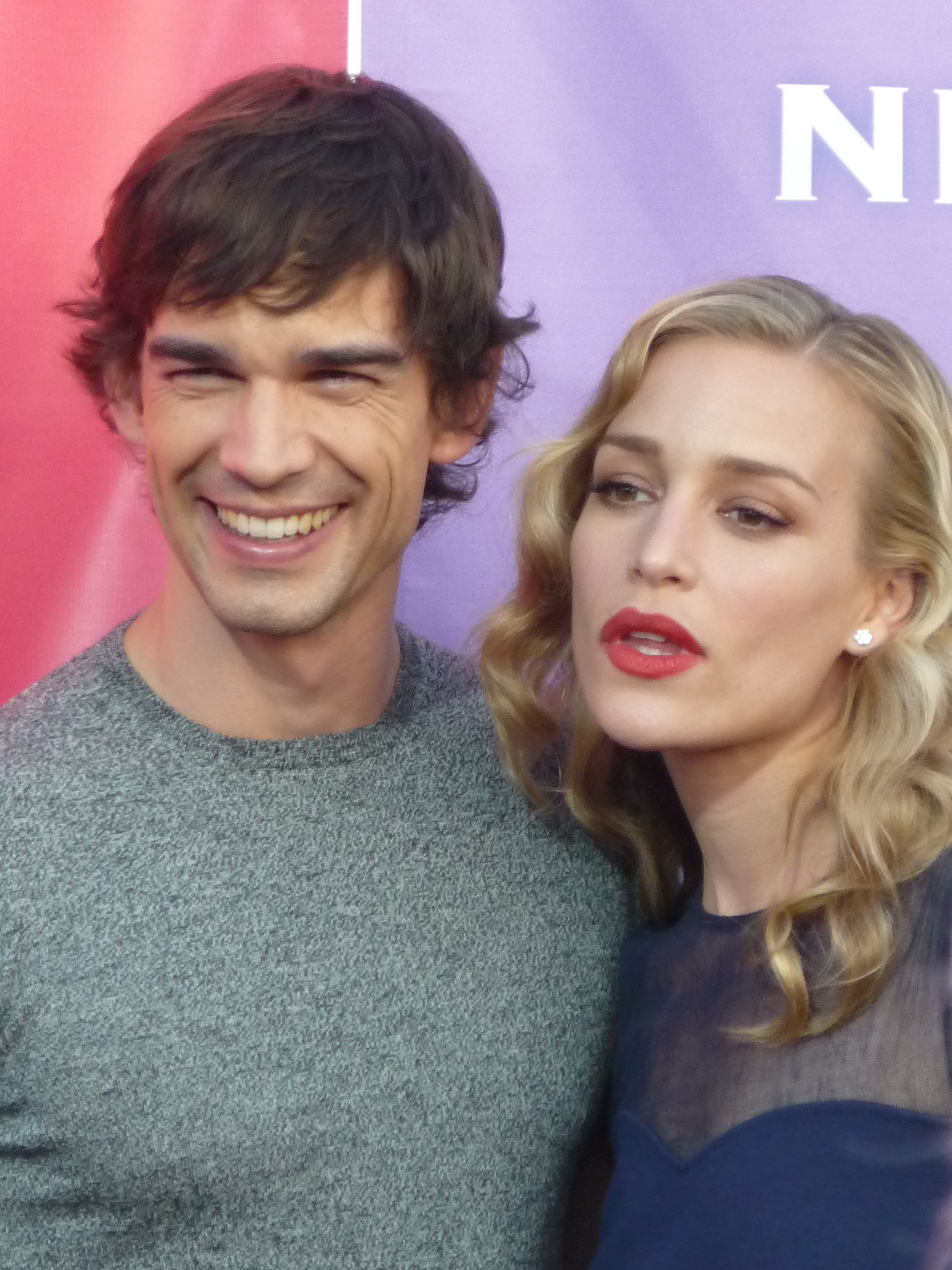
Christopher Gorham et Piper Perabo, sa partenaire de jeu dans la série télévisée Covert Affairs, en 2010.

À l'arrêt d'Ugly Betty, il joue dans la comédie My Girlfriend's Boyfriend avec Alyssa Milano et Michael Landes et dans le thriller Au bord du gouffre de Matthew Chapman avec Charlie Hunnam et Terrence Howard, sorti en 2011.   
Mais c'est à partir de 2010 qu'il connait un nouveau succès télévisuel, en tenant l'un des rôles principaux de Covert Affairs.   
Cette série dramatique d'espionnage dure cinq saisons, son personnage, August « Auggie » Anderson, est un agent de la CIA ayant perdu la vue en Irak. Il partage l'affiche avec Piper Perabo qui décrochera une nomination pour un Golden Globes. 
Entre deux tournages de Covert Affairs, dont il réalisera une dizaine d'épisodes enfilant la casquette de réalisateur, il prête sa voix au personnage des comics Barry Allen / The Flash pour les besoins de films d'animations,.  
En 2016, il porte le drame fantastique de John Asher, A Boy Called Po, qui est salué par la critique.   
Il apparaît également dans plusieurs séries télévisées comme Hot in Cleveland, Once Upon a Time, Heartbeat et The Magicians.  
En 2017, il réalise son premier long métrage, une comédie indépendante dont il est le héros principal, We Love You, Sally Carmichael!, il y dirige les actrices Paula Marshall et Felicia Day. La même année, il décroche un rôle récurrent dans la sixième saison de la série télévisée 2 Broke Girls.  
En 2018, il rejoint la distribution principale de la comédie satirique Insatiable, aux côtés de Debby Ryan et retrouve pour l'occasion Alyssa Milano,. Initialement prévue pour être diffusée par le réseau The CW, c'est finalement Netflix qui acquiert les droits et commande une saison complète. La série crée une large controverse dès sa bande-annonce, ce qui se confirme avec des critiques très contrastées : Bien que soulignant un style très décalé, cette comédie grinçante est notamment accusée de grossophobie et d'homophobie,.  
En dépit d'une large controverse, la série est renouvelée pour une deuxième saison, grâce à un certain engouement du public,,. Cependant, en début d'année 2020, Netflix confirme l'annulation d'Insatiable à l'issue de cette seconde saison,.  

### Vie privée
Depuis 2000, il est marié à l’actrice Anel Lopez-Gorham, rencontrée sur les plateaux de la série Popular. Ils ont eu trois enfants ensemble : Lucas en 2001, Ethan en 2003 et Alondra Cécilia en 2009.

## Filmographie

### En tant qu'acteur

#### Longs métrages
- 1997 : Une vie moins ordinaire (A Life Less Ordinary) de Danny Boyle : Walt
- 1997 : Shopping for Fangs : Extra
- 2001 : Dean Quixote : Fella
- 2001 : De l'autre côté du paradis (The Other Side of Heaven) : John Groberg
- 2010 : My Girlfriend's Boyfriend de Daryn Tufts : Ethan Reed
- 2011 : Au bord du gouffre (The Ledge) de Matthew Chapman : Chris
- 2011 : Somebody's Hero : Dennis Sullivan
- 2011 : Answer This ! : Paul Tarson
- 2013 : The Stream : Glenn Terry
- 2014 : La Ligue des justiciers : Guerre de Jay Oliva : The Flash / Barry Allen (animation)
- 2015 : La Ligue des justiciers : Le Trône de l'Atlantide d'Ethan Spaulding : The Flash / Barry Allen (animation)
- 2016 : La Ligue des justiciers vs. les Teen Titans de Sam Liu : The Flash / Barry Allen (animation)
- 2016 : : A Boy Called Po de John Asher : David Wilson
- 2017 : We Love You, Sally Carmichael! de lui-même : Simon
- 2018 : La Mort de Superman de Jake Castorena et Sam Liu : The Flash / Barry Allen (animation)
- 2019 : Le Règne des Supermen de Sam Liu : The Flash / Barry Allen (animation)
- 2019 : The Other Side of Heaven 2: Fire of Faith de Mitch Davis : John Groberg

#### Courts métrages
- 2004 : Spam-ku : Roy
- 2011 : My Life, the Video Game de Tim Mollen : Michael Ramsey

#### Téléfilm
- 2006 : La famille frappa-dingue (Relative Chaos) : Dil Gilbert

#### Séries télévisées
- 1997 : Jeux d'espions (Spy Game) : Daniel/Lucas (1 épisode)
- 1997-1998 : La Vie à cinq (Party of Five) : Elliot (4 épisodes)
- 1998 : Buffy contre les vampires (Buffy the Vampire Slayer) : James Stanley  (1 épisode )
- 1998 : Ultime Recours (Vengeance Unlimited) : Jason Harrington (1 épisode)
- 1999 : Sauvés par le gong : La Nouvelle Classe (Saved by the Bell: The New Class) : Mark Carlson (1 épisode)
- 1999-2001 : Popular : Harrison John (43 épisodes)
- 2001-2002 : Felicity : Trevor O'Donnell (8 épisodes)
- 2002-2003 : Odyssey 5 : Neil Taggart (19 épisodes)
- 2003 : Boomtown : Gordon Sinclair  (1 épisode)
- 2003 : Les Experts : Corey (1 épisode)
- 2003 : FBI : Portés disparus : Josh Abrams (1 épisode)
- 2003-2004 : Jake 2.0 : Jake Foley (20 épisodes)
- 2004-2005 : NIH : Alertes médicales : Dr Miles McCabe (20 épisodes)
- 2005 : New York 911 : Dr Miles McCabe (1 épisode)
- 2005-2006 : Out of Practice : Benjamin Barnes (21 épisodes)
- 2006-2010 : Ugly Betty : Henry Grubstick (35 épisodes)
- 2008 : Batman : William Mallery / Wrath (animation, 1 épisode)
- 2009 : Harper's Island : Henry Dunn (13 épisodes)
- 2010-2014 : Covert Affairs : August « Auggie » Anderson (75 épisodes)
- 2011 : Love Bites : Dale (1 épisode)
- 2012 : Hot in Cleveland : Casey (saison 3, épisode 13)
- 2012-2013 : Covert Affairs: Sights Unseen (mini-série) : Auggie Anderson (11 épisodes)
- 2014 : Once Upon a Time : Walsh (3 épisodes)
- 2014 : See Dad Run : Bruwick (1 épisode)
- 2016 : Heartbeat : Wyatt Penn (2 épisodes)
- 2016 : Major Crimes : Dax Pirig (1 épisode)
- 2017 : 2 Broke Girls : Bobby (8 épisodes)
- 2017 : The Magicians : John Gaines (3 épisodes)
- 2018 - 2019 : Insatiable : Bob Barnard (22 épisodes)
- 2019 : Modern Family : Brad (1 épisode)
- 2022 : La Défense Lincoln (The Lincoln Lawyer)
- depuis 2025 : Sheriff Country : Travis, avocat (rôle principal)

#### Jeux vidéo
- 1999 : Star Trek: Hidden Evil : Ens. Sovakr
- 2003 : Medal of Honor : Soleil levant :  Adam/Pvt. Thomason

### En tant que réalisateur
- 2009 : Pent Hunt (court métrage)
- 2012-2013 : Covert Affairs: Sights Unseen (série télévisée, 11 épisodes)
- 2012-2014 : Covert Affairs (série télévisée, 3 épisodes)
- 2017 : We Love You, Sally Carmichael! (long métrage)

## Voix françaises
En France, Axel Kiener est la voix française régulière de Christopher Gorham. Jean-François Cros l'a également doublé à quatre reprises. 
En France
| - Axel Kiener dans (les séries télévisées) : - Popular - Odyssey 5 - Jake 2.0 - NIH : Alertes médicales - Ugly Betty - Harper's Island - Once Upon a Time - Jean-François Cros dans (les séries télévisées) - Covert Affairs - Hot in Cleveland - Major Crimes - Insatiable | - Fabrice Josso dans (les séries télévisées) : - Buffy contre les vampires - Boomtown et aussi - Vincent Barazzoni dans Jeux d'espions (série télévisée) - Benoît DuPac dans La Vie à cinq (série télévisée) - Maël Davan-Soulas dans Felicity (série télévisée) - Pascal Grill dans Les Experts (série télévisée) - Tony Marot dans FBI : Portés disparus (série télévisée) - Benjamin Egner dans 2 Broke Girls (série télévisée) - Denis Laustriat dans The Magicians (série télévisée) - Jérémy Bardeau dans Modern Family (série télévisée) |

## Distinctions

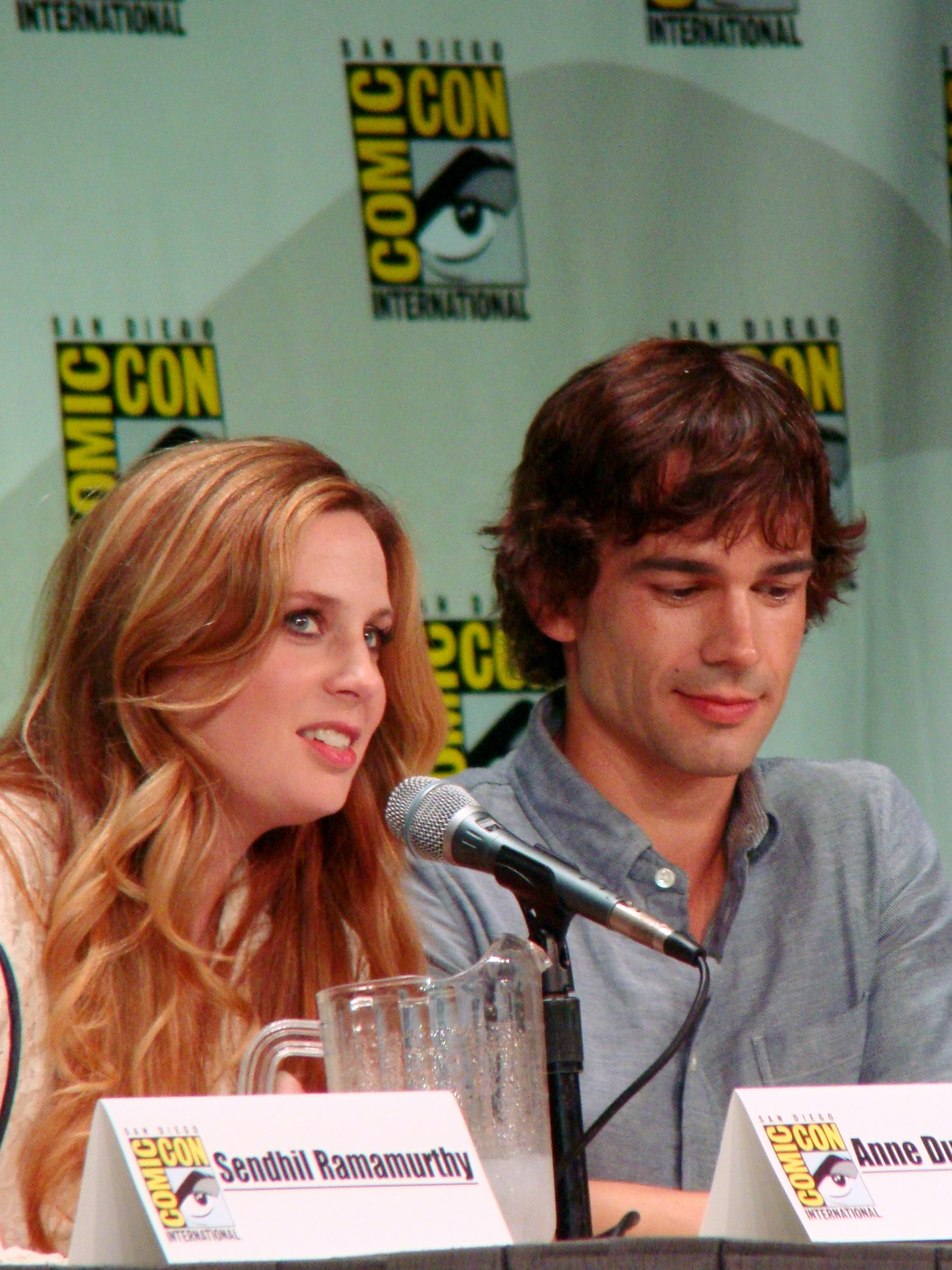
Anne Dudek et Christopher Gorham, au Comic-Con 2011.

Sauf indication contraire ou complémentaire, les informations mentionnées dans cette section proviennent de la base de données IMDb.

### Récompenses et distinctions
- Character and Morality in Entertainment Awards 2003 : Camie Award pour The Other Side of Heaven

### Nominations
- Academy of Science Fiction, Fantasy and Horror Films 2004 : Face of the Future Award pour Jake 2.0
- Gold Derby Awards 2007 : meilleure distribution pour une série télévisée dans Ugly Betty
- Screen Actors Guild Awards 2008 : meilleure distribution pour une série télévisée comique dans Ugly Betty